# وحيدة المنشأ
وحيدة المنشأ هو مصطلح يصف الخلايا المنتجة من خلية موروثة واحدة عن طريق التكاثر الخلوي المتكرر. يمكن القول أن «الخلايا وحيدة الخلية» تشكل استنساخًا واحدًا. يأتي المصطلح أحادي المنشأ من الكلمة اليونانية القديمة(μόνος) monos ، والتي تعني «بمفرده» أو «مفرد» وتعني غير مرتبط.
```
يمكن أن تحدث عملية النسخ المتشابه في الجسم الحي، التي يتم تعديلها في المختبر. يدل استخدام المصطلح إلى وجود طريقة معينة للتمييز بين الخلايا التي من نفس نوع فصيله التي تُشتق منها خلية موروث واحد، مثل التغيير 
الجيني
 العشوائي.
```

```
الاستخدامات الشائعة لهذا المصطلح ما يلي:
خلية 
ورم هجين
 واحد: يتم استنساخ خلية الورم الهجين الفردية، والتي تتضمن إعادة التركيب المناسب لتركيب الخلايا لإنتاج الجسم المضاد المطلوب، لإنتاج عدد كبير من الخلايا المتطابقة. في المصطلحات المختبرية غير الرسمية، تسمى الأجسام المضادة وحيدة الخلية المعزولة من استنساخ الخلية من استنساخ الورم الهجين (خطوط الورم الهجين) ببساطة وحيدة الخلية.
```

```
ورم وحيد المنشأ: خلية شاذة واحدة خضعت للسرطان تتكاثر لتصبح كتلة سرطانية.
```

خلية بلازما، وحيدة النسيلة (خلل التنسّج في خلايا البلازما): خلية بلازما شاذة واحدة خضعت للتسرطن وتتكاثر، والتي في بعض الأحيان تكون سرطانية.